# Leuchtturm Brinkamahof
Der Leuchtturm Brinkamahof ist ein Leuchtturm in Bremerhaven. Er wurde in den Jahren 1910/1911 auf dem Wurster Watt erbaut und steht seit 1980 in einem Bremerhavener Yachthafen am Fischereihafen II und dient dort als Wohnhaus und Kneipe.

## Geschichte
Der Leuchtturm Brinkamahof wurde in den Jahren 1910 und 1911 in Stahlringbauweise erbaut (Gewicht 130 Tonnen). Diese erlaubte es ihn später noch einmal zu versetzen, notwendig aufgrund des sich damals noch sehr schnell verändernden Stromverlaufes in der Wesermündung. Seine optische Ähnlichkeit mit dem Leuchtturm Roter Sand brachten ihm bald den Spitznamen „Kleiner Roter Sand“ ein. Der Bau des Leuchtturms ist in engem Zusammenhang mit dem Bau der Kaiserhäfen II und III in Bremerhaven und der damit verbundenen Errichtung von Navigationsanlagen zu sehen. Er befand sich nördlich der Stadt Bremerhaven, nahe der Ortschaft Weddewarden. 1912 wurde er als Leit- und Quermarkenfeuer in Betrieb genommen und 1939 als Unterfeuer in die Richtfeuerlinie Weddewarden einbezogen. 1979 sollte er für die nördliche Erweiterung des Bremerhavener Container-Kais weichen, was im August 1980 geschah. Der Leuchtturm wurde dem Betreiber eines Bootshafens geschenkt und mittels eines Schwimmkrans zu seinem neuen Standort (53°31'N/8°34'O) gebracht, einem Yachthafen in Bremerhaven.